# ميريام بونو
ميرياما بونو (ولدت في 9 يوليو 1977) مهندسة معمارية ورسامة من بولينيزيا الفرنسية ، وهي مديرة متحف تاهيتي وآخرون .

## سيرة شخصية
ولدت بونو في 9 يوليو 1977 في بابيتي . درست للحصول على البكالوريا في معهد بول غوغان، ثم انتقلت بعد ذلك إلى باريس للانضمام إلى المدرسة الوطنية للهندسة المعمارية بلفيل . تخرجت في مارس 2002.  بعد التخرج عادت إلى بولينيزيا الفرنسية للعمل كمهندسة معمارية استشارية للحكومة ، ثم التحقت بوزارة البيئة ، حيث شغلت مناصب رئيس الأركان ومسؤولة اتصالات حتى عام 2004 ، بداية عدم الاستقرار السياسي في إِقلِيم.  في عام 2004 عادت إلى فرنسا وركزت على ممارستها الفنية وطوّرت أسلوبها وعرض أعمالها في أوروبا والمحيط الهادئ في أماكن مثل ستراسبورغ وباريس وأجاكسيو ونوميا . 
في عام 2008 ، عادت بونو إلى بولينيزيا الفرنسية وأدارت ورشة عمل الفنانين في فندق Le Méridien في بونويا ، بالإضافة إلى تنظيم العديد من الأحداث الفنية.  أدت معرفتها بعالم الفن ومهاراتها في إدارة الأحداث إلى قيام واليس كوترا وهريموانا مااماتوا ياهوتابو ، المؤسسين لمهرجان تاهيتي الدولي للأفلام الوثائقية ، بتوظيفها في عام 2012.  في عام 2016 ، أصبحت رئيسة جمعية مهرجان المحيط الهادئ الدولي للأفلام الوثائقية.   في نفس العام انضمت إلى وزارة الثقافة والبيئة ، كمستشارة فنية مسؤولة عن الاتصال والثقافة والترويج للغات البولينيزية. على وجه الخصوص ، كانت مسؤولة عن إجراء دراسات لإنشاء مركز ثقافي جديد لبولينيزيا الفرنسية. 
في عام 2017 ، تم تعيين بونو مديرة لمتحف تاهيتي والديوان مع اعتبار خلفيتها المعمارية مناسبة بشكل خاص لتنفيذ مشاريع التجديد الرئيسية للمؤسسة.  لعبت بونو دورًا أساسيًا في التكليف بتجديد المتحف ، فضلاً عن تأمين عدد من القروض الدولية التي تعيد أشياء مهمة من الثقافة البولينيزية إلى المتحف. في سبتمبر 2019 ، وقع مدير متحف كاي برانلي ، إيمانويل كاسارهيرو ، ووزير الثقافة في بولينيزيا ، هيريمانا مااماتواياهوتابو ، وبونو اتفاقية لضمان عودة ماروورا إلى تاهيتي - جزء من حزام مصنوع بشكل رئيسي من تابا ، الذي ولده الرؤساء ويعتبر شيئًا مقدسًا. 
في نهاية عام 2019 ، أطلقت أول بودكاست باللغة البولينيزية ، مكرس للفن والإبداع في بولينيزيا الفرنسية.  في مارس 2020 ، أثناء الإغلاق البولينيزي الأول ، أطلقت بودكاست ثانيًا ، مكرسًا للأساطير والأساطير البولينيزية. 

## الجوائز
في عام 2018 ، تم ترقيتها إلى رتبة وسام الاستحقاق (فرنسا)